# Victoires de la musique guinéenne
Pour les articles homonymes, voir Victoire.
Ne doit pas être confondu avec Victoires de la musique.
Les Victoires de la musique guinéenne (VDMG) sont une cérémonie qui récompense, chaque année depuis 2019, les artistes de nationalité guinéenne et africains pour leurs contributions à la musique.

## Historique
La 1re édition des Victoires de la musique guinéenne se tient le 21 décembre 2019. L'évènement est initié par l'agence Elitecom, dans le but « d’organiser un tremplin culturel majeur en République de Guinée, quelque chose de nouveau, de fédérateur et d’innovant » selon les déclarations de son PDG, Aboubacar Camara, mais aussi pour honorer les différents acteurs culturels guinéens qui se sont distingués au cours de l'année,.
La cérémonie récompense depuis annuellement les artistes guinéens, d'Afrique de l'Ouest (depuis 2022), d'Afrique centrale (depuis 2023) et d'Afrique du Nord (depuis 2024),. Elle bénéficie du soutien du gouvernement guinéen, avec la présence remarquée d'anciens et actuels membres. Parmi eux, on compte Mouctar Diallo, Ministre de la jeunesse, en 2019[réf. souhaitée] ; Sanoussy Bantama Sow, Ministre de la culture, des sports et du patrimoine historique, en 2020;  et Moussa Moïse Sylla, Ministre de la Culture, du Tourisme et de l’Artisanat, en 2024.
Depuis 2019, le directeur général du FODAC Malick Kébé a assisté aux évènements et Sayon Bamba directrice de l'agence guinéenne de spectacle de 2019 en 2021.

## Fonctionnement
Les Victoires de la musique guinéenne voient le jour en 2019, sous l'impulsion du journaliste culturel Aboubacar Mamadou Camara, fondateur du projet et commissaire général de la cérémonie de récompense. L'événement est orchestré par l'agence Elitecom,.

## Les cérémonies
| Édition | Date             | Lieu                         | Présentation                                  | Portrait | Chaîne de diffusion | Ref    |
| ------- | ---------------- | ---------------------------- | --------------------------------------------- | -------- | ------------------- | ------ |
| 1re     | 21 décembre 2019 | Hôtel Sheraton Grand Conakry | Al Souaré et Aissatou Sané                    |          | CIS TV              |        |
| 2e      | 18 décembre 2020 | Hôtel Kaloum                 | Al Souaré et Djenedine Kouyaté                |          | CIS TV              | [ 11 ] |
| 3e      | 18 décembre 2021 | Hôtel Kaloum                 | Séné Diallo et Kadéka Kamara                  |          | CIS TV              | ,      |
| 4e      | 17 décembre 2022 | Hôtel Kaloum                 | Moussa Daraba, Mimiche Diabaté, Kadiatou Kaba |          | CIS TV              | ,      |
| 5e      | 16 décembre 2023 | Hôtel Kaloum                 | Moussa Daraba, Mimiche Diabaté, Kadiatou Kaba |          | CIS TV              | ,      |
| 6e      | 20 décembre 2024 | Hôtel Kaloum                 | Moussa Daraba et Mimiche Diabaté              |          | CIS TV Kaback TV    | [ 18 ] |
| 7e      | 2025             | à venir                      | à venir                                       |          | à venir             |        |

## Les catégories

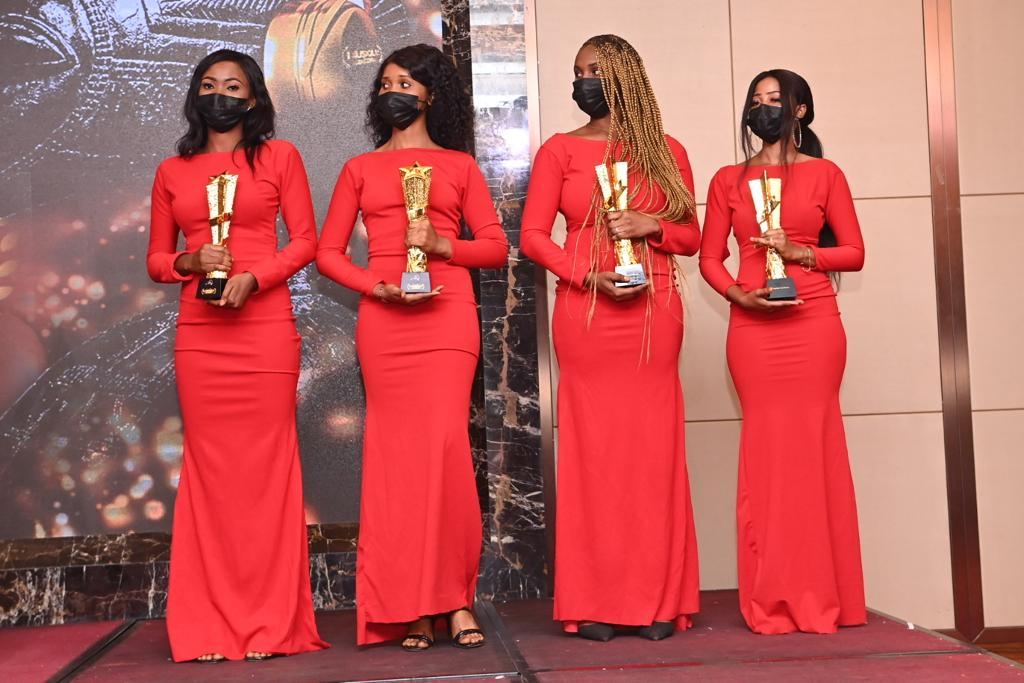

L'intitulé des différentes catégories des Victoires de la musique guinéenne varie d'une année à l'autre. Ces catégories sont définies chaque année par un jury et le comité directeur des Victoires de la musique guinéenne.

## Récompenses

### 2019[19]
| Catégorie                                               | Lauréat(e), | Lauréat(e),                              |
| Meilleure chanson de l'année                            |             | Loubé de Manamba Kanté feat Soul Bang's  |
| Meilleure collaboration musicale de l'année             |             | Nkanou de Petit Kandia feat Faty Kouyaté |
| Meilleur clip vidéo de l’année                          |             | Dödö de Abraham Sonty (Koundouwaka)      |
| Meilleur album traditi-moderne                          |             | Nany Baly de Manamba Kanté               |
| Meilleur album de l’année                               |             | Yelenna de Soul Bang’s                   |
| Meilleur album urban music de l’année                   |             | Genre Genre d'Instinct Killers           |
| Meilleur manager de l’année                             |             | Mouctar Telly Diallo                     |
| Meilleur promoteur de l’année                           |             | Tidiane Soumah                           |
| Meilleur promoteur diaspora de l'année                  |             | Amadou Amlo Diallo                       |
| Meilleur mécène de l’année                              |             | Antonio Souaré                           |
| Meilleur Dj de l’année                                  |             | Dj Coyah                                 |
| Meilleur beatmaker de l’année                           |             | Fakry                                    |
| Jeune star de l’année                                   |             | Marie Fac                                |
| Artiste révélation de l’année                           |             | Diamounou la Benjamine Condé             |
| Meilleur artiste masculin de l’année                    |             | Soul Bang’s                              |
| Meilleure artiste féminine de l’année                   |             | Manamba Kanté                            |
| Meilleur artiste de la diaspora de l’année              |             | N’faly Kouyaté                           |
| Meilleure radio musicale de l’année                     |             | Kalac Radio                              |
| Trophées d'excellence                                   |             |                                          |
| Lauréat(e)                                              | Lauréat(e)  | Portrait                                 |
| - Les Zawaguis - Bembeya Jazz national - Binta Laly Sow |             |                                          |
|                                                         |             |                                          |
|                                                         |             |                                          |

### 2020[24]
| Catégorie                                                                         | Lauréat(e) | Lauréat(e)                            |
| Meilleure chanson de l'année                                                      |            | Allah Lekabon d'Azaya                 |
| Meilleure collaboration musicale de l'année                                       |            | Ibo N’Kéko de Cheka feat Sayon Camara |
| Meilleur clip vidéo de l’année                                                    |            | Allah Lekabon d'Azaya                 |
| Meilleur album de l’année                                                         |            | Du Bien de Petit Kandia               |
| Meilleur mécène de l’année                                                        |            | Antonio Souaré                        |
| Meilleur beatmaker de l’année                                                     |            | Ahmed Fofana                          |
| Artiste révélation de l’année                                                     |            | Saifond Baldé                         |
| Meilleur artiste masculin de l’année                                              |            | Mousto Camara                         |
| Meilleure artiste féminine de l’année                                             |            | Yama Sega                             |
| Meilleure radio musicale de l’année                                               |            | Kalac Radio                           |
| Prix spécial du jury de l’année                                                   |            | Grand P                               |
| Trophées d'excellence à titre posthume                                            |            |                                       |
| Lauréat(e)                                                                        | Lauréat(e) | Portrait                              |
| - Mory Kanté - Hadja Kadé Diawara - Sékouba Fatako - Kerfala Kanté - Papa Kouyaté |            |                                       |
|                                                                                   |            |                                       |
|                                                                                   |            |                                       |
|                                                                                   |            |                                       |
|                                                                                   |            |                                       |

### 2021[26]
| Catégorie                                                                                   | Lauréat(e), | Lauréat(e),                           |
| Meilleure chanson de l'année                                                                |             | La Patronne de Djelykaba Bintou       |
| Meilleure collaboration musicale de l'année                                                 |             | Je M’en Fous d'Azaya feat Kandia Kora |
| Meilleur clip vidéo de l’année                                                              |             | Kobolé de King Alasko                 |
| Meilleur album de l’année                                                                   |             | Human Supremacy de Takana Zion        |
| Meilleur mécène de l’année                                                                  |             | Antonio Souaré                        |
| Meilleur beatmaker de l’année                                                               |             | Pito Qualité                          |
| Artiste révélation de l’année                                                               |             | Straiker                              |
| Meilleur artiste masculin de l’année                                                        |             | Azaya                                 |
| Meilleure artiste féminine de l’année                                                       |             | Djelikaba Bintou                      |
| Meilleure radio musicale de l’année                                                         |             | Kalac Radio                           |
| Prix spécial du jury de l’année                                                             |             | Album Kanassé de Navigator            |
| Trophées d'excellence                                                                       |             |                                       |
| Lauréat(e)                                                                                  | Lauréat(e)  | Portrait                              |
| - Sékouba Bambino Diabaté - Petit Yéro Barry - Mama Diabaté - Ibro Diabaté - Oumou Dioubaté |             |                                       |
|                                                                                             |             |                                       |
|                                                                                             |             |                                       |
|                                                                                             |             |                                       |
|                                                                                             |             |                                       |

### 2022[28]
| Catégorie                                                                              | Lauréat(e), | Lauréat(e),                               |
| Meilleure chanson de l'année                                                           |             | Bhouloundjouri de Manamba Kanté           |
| Meilleure collaboration musicale de l'année                                            |             | Rap Guinéen Act3 de Dépotoir Ft. Straiker |
| Meilleur clip vidéo de l’année                                                         |             | BB LA d'Azaya Ft. Djelykaba Bintou        |
| Meilleur album traditi-moderne                                                         |             | Yamassa de Abdoulaye Korofé               |
| Meilleur album de l’année                                                              |             | Surnaturel d'Ans't Crazy                  |
| Meilleur album urban music de l’année                                                  |             | Chef Rebel de Djanii Alfa                 |
| Meilleur manager de l’année                                                            |             | Alpha Sylla (Manager de Grand P)          |
| Meilleur promoteur de l’année                                                          |             | Ibn Abdallah Oularé (Benedi Records)      |
| Meilleur mécène de l’année                                                             |             | Bakary Diaby                              |
| Meilleur Dj de l’année                                                                 |             | DJ Morlice                                |
| Meilleur beatmaker de l’année                                                          |             | Cam’s Mélodie                             |
| Artiste révélation de l’année                                                          |             | Koury Simplé                              |
| Meilleur artiste masculin de l’année                                                   |             | Takana Zion                               |
| Meilleure artiste féminine de l’année                                                  |             | Djelikaba Bintou                          |
| Meilleur artiste de la diaspora de l’année                                             |             | Black M                                   |
| Meilleure radio musicale de l’année                                                    |             | Tropical FM                               |
| Meilleur groupe traditionnel de l’année                                                |             | Djèrè Fouta                               |
| Meilleur musicien, arrangeur de l’année                                                |             | Yakhoumba Sekou Camara                    |
| Meilleur promoteur diaspora de l’année                                                 |             | Mohamed Lamine Camara (Minoss)            |
| Meilleure artiste West Africa / Afrique de l’Ouest                                     |             | Binguini Bakhaga - Mali                   |
| Prix spécial du jury de l’année                                                        |             | Zapata de Lil Saako                       |
| Trophées d'excellence                                                                  |             |                                           |
| Lauréat(e)                                                                             | Lauréat(e)  | Portrait                                  |
| - Djely Fodé Kouyaté - Sékouba Kandia Kouyaté - Sayon Camara - Lama Sidibé - Fodé Baro |             |                                           |
|                                                                                        |             |                                           |
|                                                                                        |             |                                           |
|                                                                                        |             |                                           |
|                                                                                        |             |                                           |

### 2023
| Catégorie | Lauréat(e), | Lauréat(e),                                    |
| Meilleure chanson de l'année                                                                                     |             | Le gout est melangé d'Amaza                    |
| Artiste révélation de l'année                                                                                    |             | Le Mélangeur                                   |
| Meilleure collaboration musicale de l'année                                                                      |             | Khamet Dougoula de Jimmy le charmeur Ft. Azaya |
| Meilleur clip vidéo de l’année                                                                                   |             | Madame tranquille de Manamba Kanté             |
| Meilleur album traditi-moderne                                                                                   |             | Sabou no wely de Saifond                       |
| Meilleur album de l’année                                                                                        |             | Evolution Vol 2 de Soul Bang's                 |
| Meilleur album urban music de l’année                                                                            |             | Champion Youth de King Alasko                  |
| Meilleur manager de l’année                                                                                      |             | Dj Lako                                        |
| Meilleur promoteur de l’année                                                                                    |             | Salim Souaré (Vision Pub Guinée)               |
| Meilleur mécène de l’année                                                                                       |             | Tidiane Koita                                  |
| Meilleur Dj de l’année                                                                                           |             | DJ Bouba                                       |
| Meilleur beatmaker de l’année                                                                                    |             | Ahmed Fofana                                   |
| Meilleur réalisateur de l'année                                                                                  |             | Mety Med                                       |
| Meilleur artiste masculin de l’année                                                                             |             | Saifond                                        |
| Meilleure artiste féminine de l’année                                                                            |             | Djelikaba Bintou                               |
| Meilleur artiste de la diaspora de l’année                                                                       |             | N'Faly Kouyaté                                 |
| Meilleure radio musicale de l’année                                                                              |             | Ado FM                                         |
| Meilleur groupe traditionnel de l’année                                                                          |             | Pagbossé                                       |
| Meilleur musicien de l’année                                                                                     |             | Youssouf Condé (Balafon)                       |
| Meilleur concert/spectacle de l’année                                                                            |             | Concert de Zapata de Lil Saako                 |
| Meilleur promoteur diaspora de l’année                                                                           |             | Amadou Amlo Diallo (Dimoh Prod)                |
| Meilleure artiste West Africa / Afrique de l’Ouest                                                               |             | Binguini Bakhaga - Mali                        |
| Meilleure artiste Afrique Centrale                                                                               |             | Fally Ipupa - République démocratique du Congo |
| Prix spécial du jury de l’année                                                                                  |             | Moné moumma de Pétit Ousté                     |
| Trophées d'excellence                                                                                            |             |                                                |
| Lauréat(e) | Lauréat(e)  | Portrait                                       |
| - Amadou Sodia - Mic Paraya - Abdoulaye Sawpith Camara Bras Cassé - Justin Morel Junior - Jean Baptiste Williams |             |                                                |
| |             |                                                |
| |             |                                                |
| |             |                                                |
| |             |                                                |

### 2024
| Catégorie | Lauréat(e) | Lauréat(e)                                                                                          |
| Meilleure chanson de l'année                                                                                   |            | Tako Saba de Sékouba Bambino                                                                        |
| Artiste révélation de l'année                                                                                  |            | Sheba Queen                                                                                         |
| Meilleure collaboration musicale de l'année                                                                    |            | Comment Allez-Vous - Black M feat Soul Bang's, Straiker, MC Fresh, Maxim BK, Dépotoir, Le Mélangeur |
| Meilleur clip vidéo de l’année                                                                                 |            | 3 fois – Ans't Crazy                                                                                |
| Meilleur album traditi-moderne                                                                                 |            | Monè Mounma - Pétit Ousté                                                                           |
| Meilleur album de l’année                                                                                      |            | Mouctar – Amaza                                                                                     |
| Meilleur album urban music de l’année                                                                          |            | Mouctar – Amaza                                                                                     |
| Meilleur manager de l’année                                                                                    |            | Raya Ly                                                                                             |
| Meilleur promoteur de l’année                                                                                  |            | M'Baye Aissatou Fall (Guinée Challenge)                                                             |
| Meilleur mécène de l’année                                                                                     |            | Tidiane Koita                                                                                       |
| Meilleur Dj de l’année                                                                                         |            | DJ Bouba                                                                                            |
| Meilleur beatmaker de l’année                                                                                  |            | CD à la Prod                                                                                        |
| Meilleur réalisateur de l'année                                                                                |            | Mety Med                                                                                            |
| Meilleur artiste masculin de l’année                                                                           |            | Saifond                                                                                             |
| Meilleure artiste féminine de l’année                                                                          |            | Djelikaba Bintou                                                                                    |
| Meilleur artiste de la diaspora de l’année                                                                     |            | Gazo                                                                                                |
| Meilleur slameur de l’Année                                                                                    |            | Dimedi Slam                                                                                         |
| Meilleur groupe traditionnel de l’année                                                                        |            | Circus Baobab                                                                                       |
| Meilleur musicien de l’année                                                                                   |            | Morciré Bangoura (Bassiste)                                                                         |
| Meilleur concert/spectacle de l’année                                                                          |            | Takana Zion au festival nuits d'Afrique 2024                                                        |
| Meilleur promoteur diaspora de l’année                                                                         |            | Amadou Amlo Diallo (Dimoh Prod)                                                                     |
| Meilleure artiste West Africa / Afrique de l’Ouest                                                             |            | Josey - Côte d'Ivoire                                                                               |
| Meilleure artiste Afrique Centrale                                                                             |            | Ferre Gola - République démocratique du Congo                                                       |
| Meilleure artiste d'Afrique du Nord                                                                            |            | Soolking - Algérie                                                                                  |
| Prix spécial du jury de l’année                                                                                |            | Straiker pour son concert au Cabaret Sauvage                                                        |
| Trophées d'excellence                                                                                          |            | |
| Lauréat(e) | Lauréat(e) | Portrait                                                                                            |
| - Fodéba Isto Keira - Balla et ses balladins - Kélétigui et ses tambourins - Horoya Band - Sory Kandia Kouyaté |            | |
| |            | |
| |            | |
| |            | |
| |            | |

| Artiste         | Année |
| --------------- | ----- |
| Azaya           | 2023  |
| Sékouba Bambino | 2024  |
|                 |       |

## Galerie

Photos des évènements
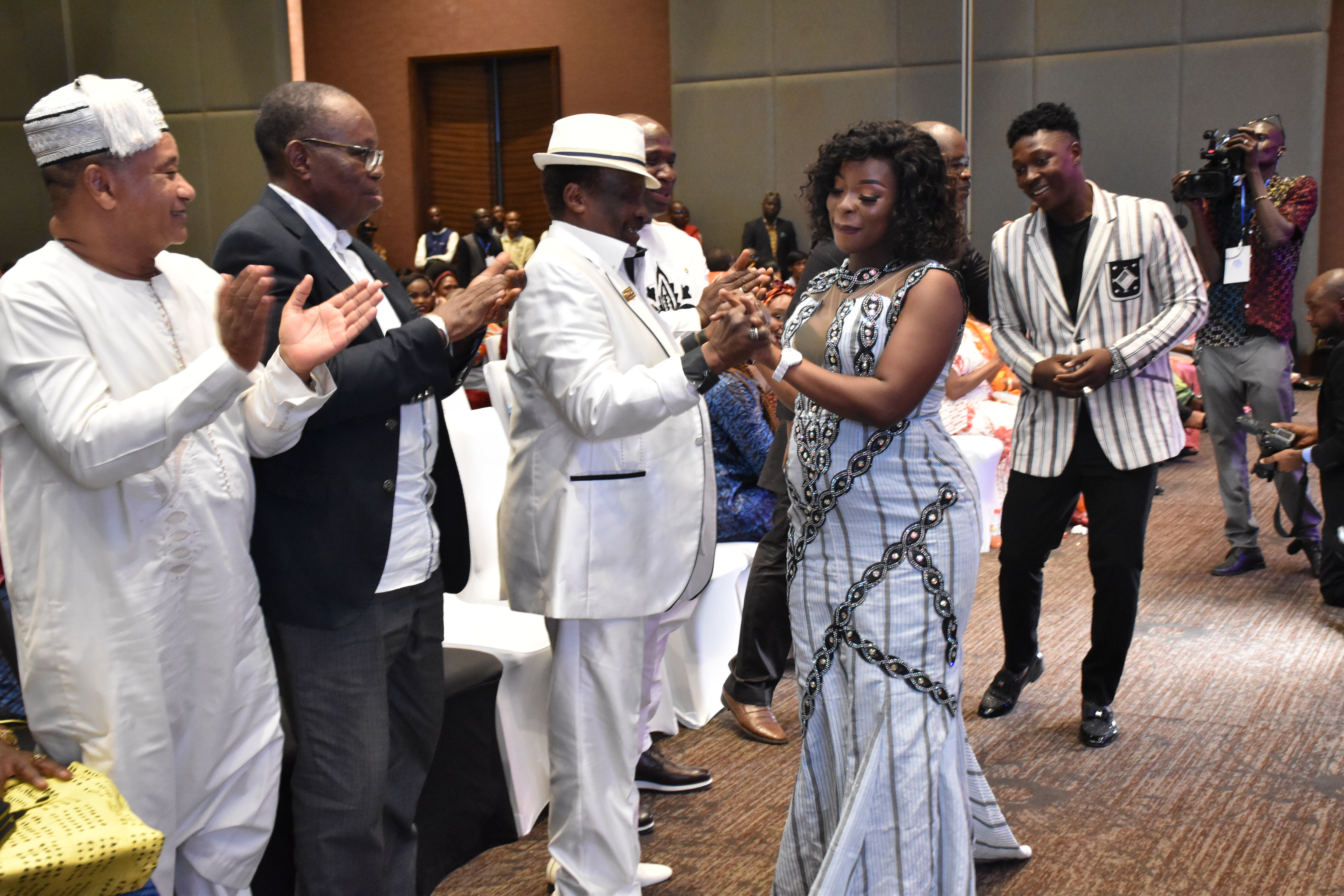
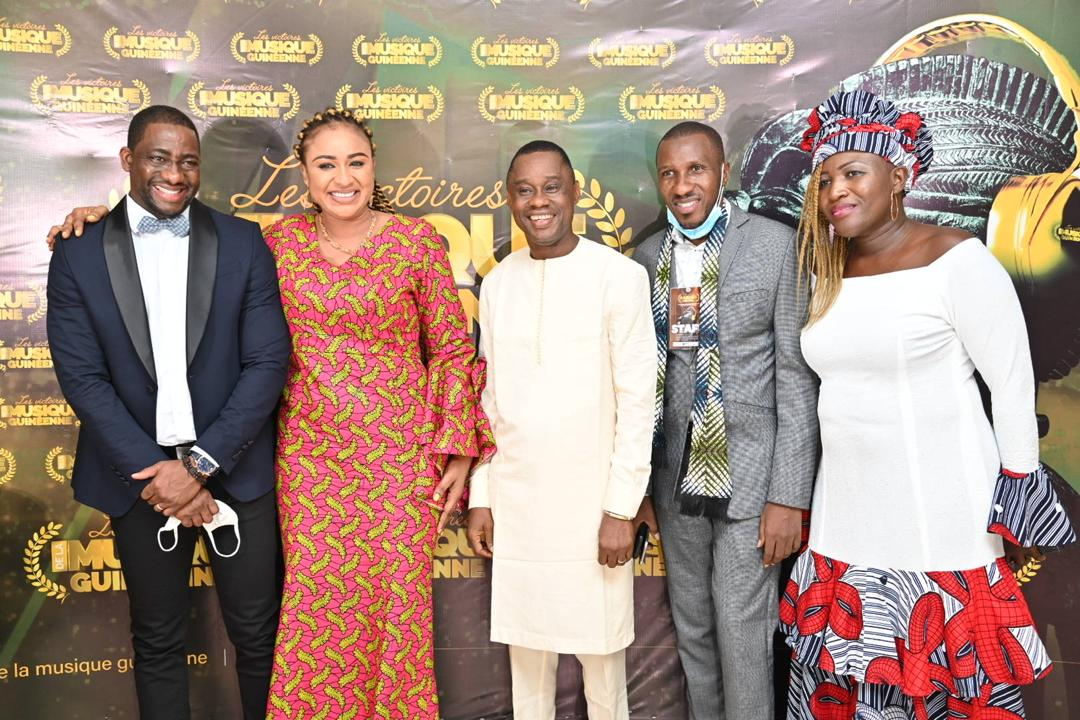
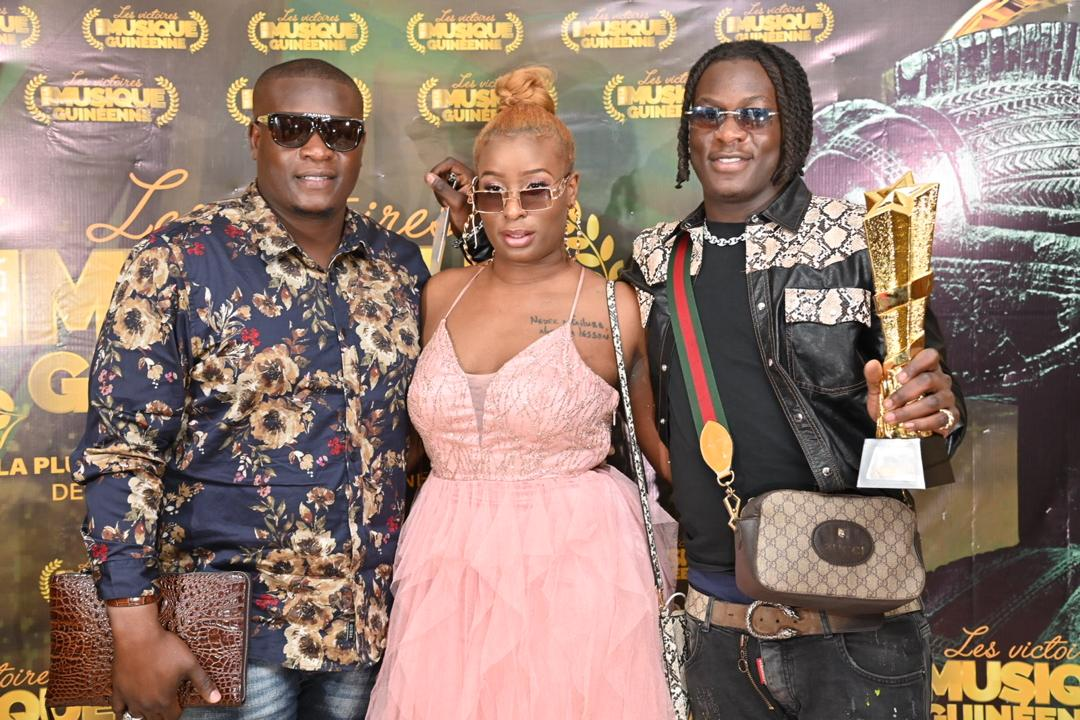
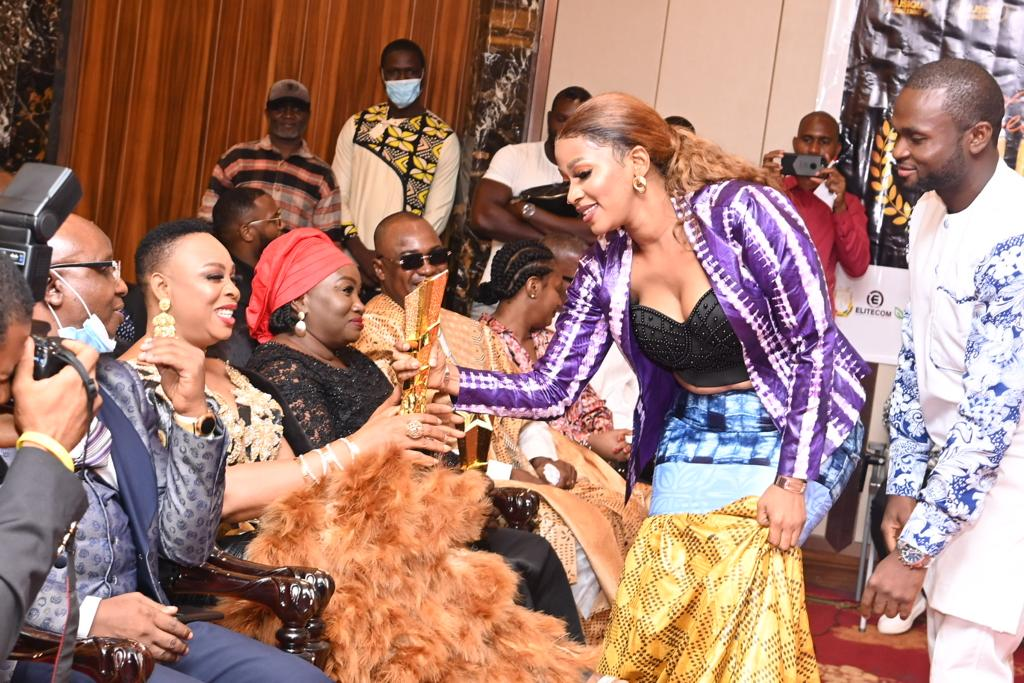
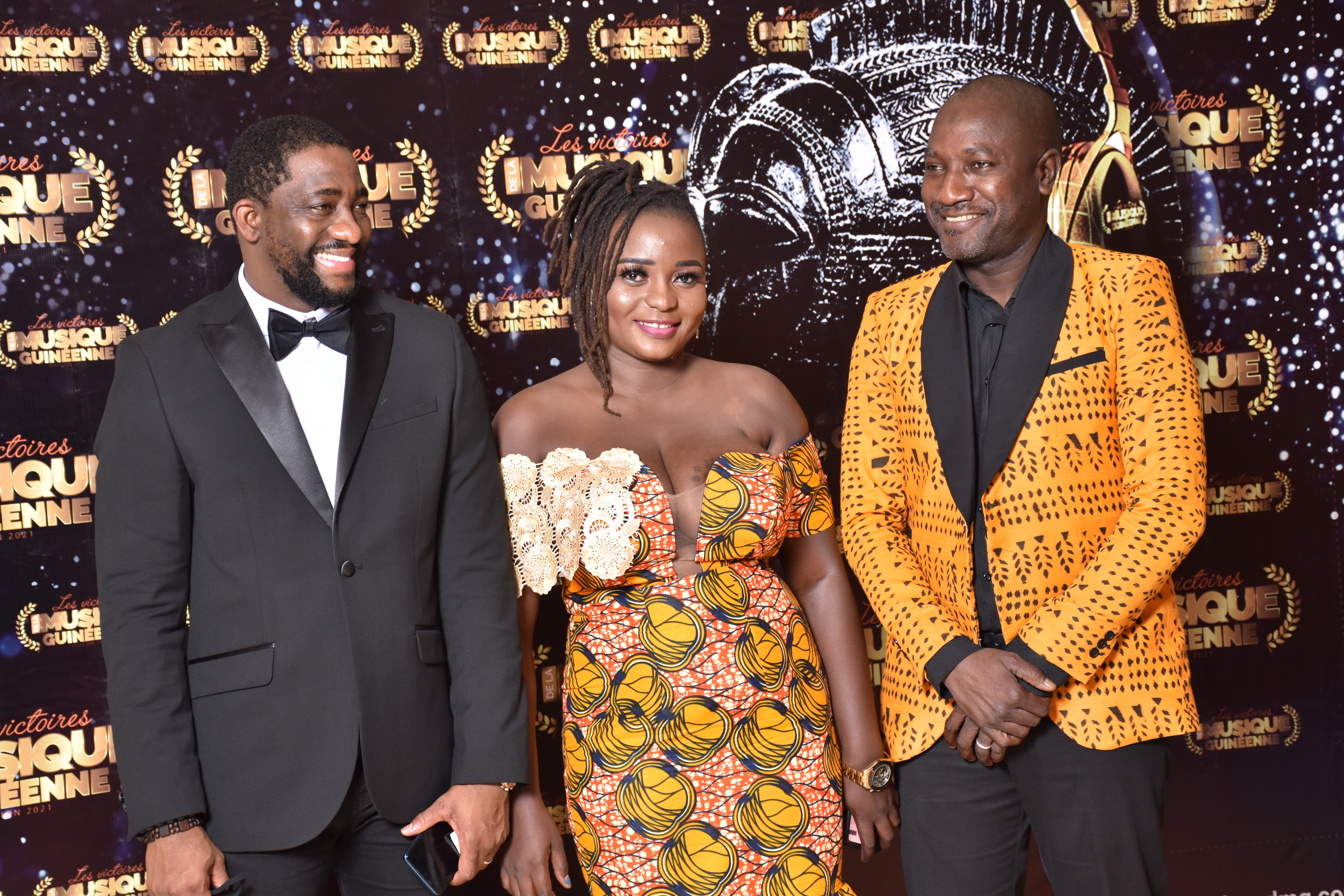
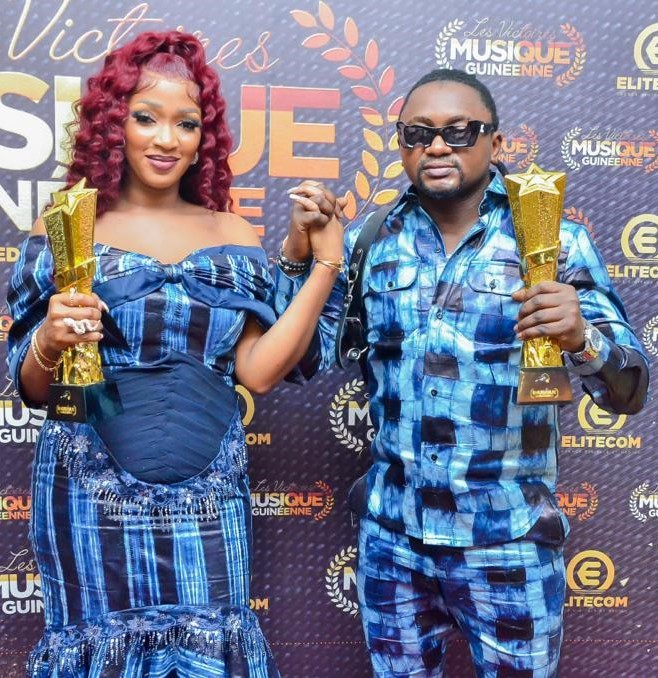
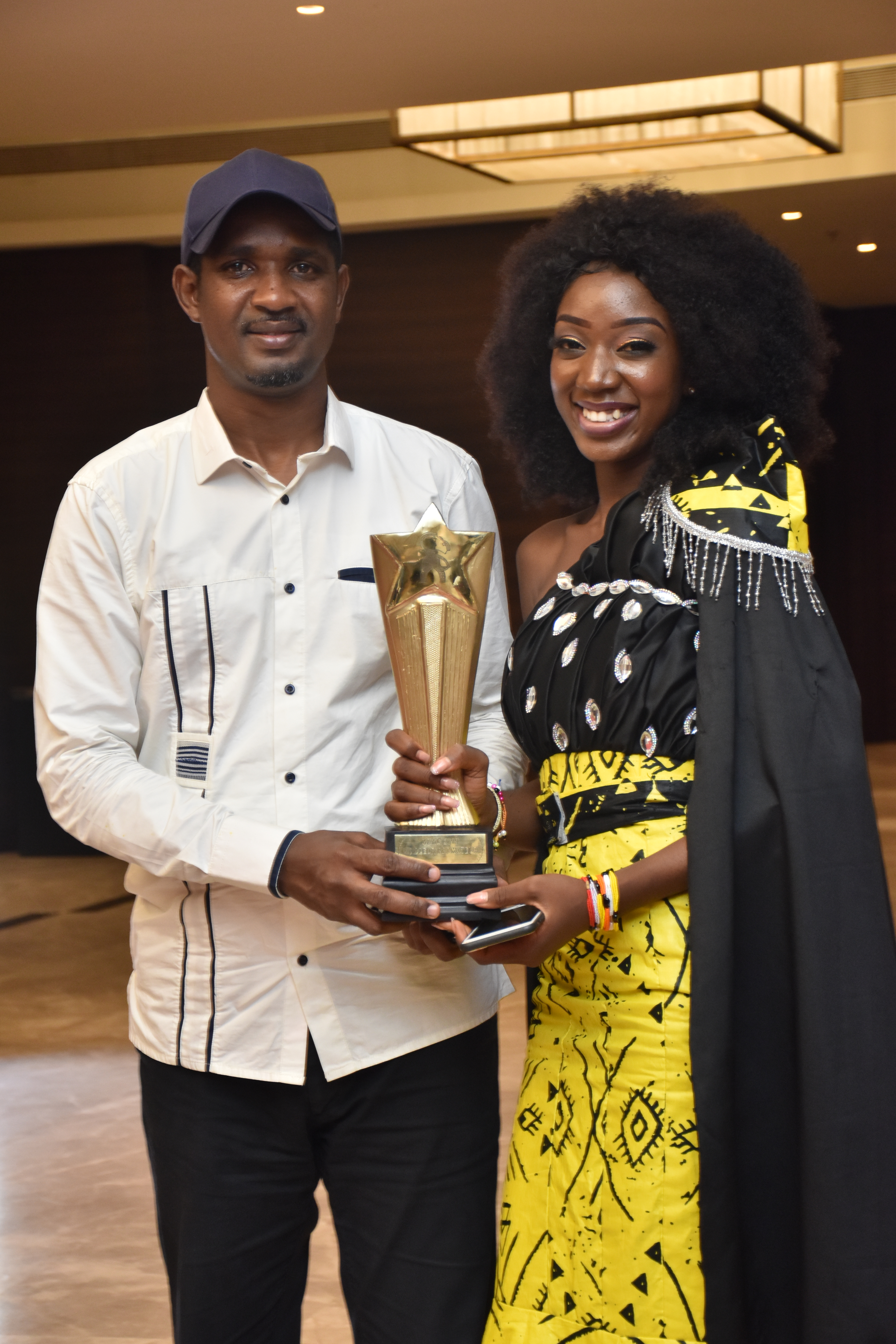
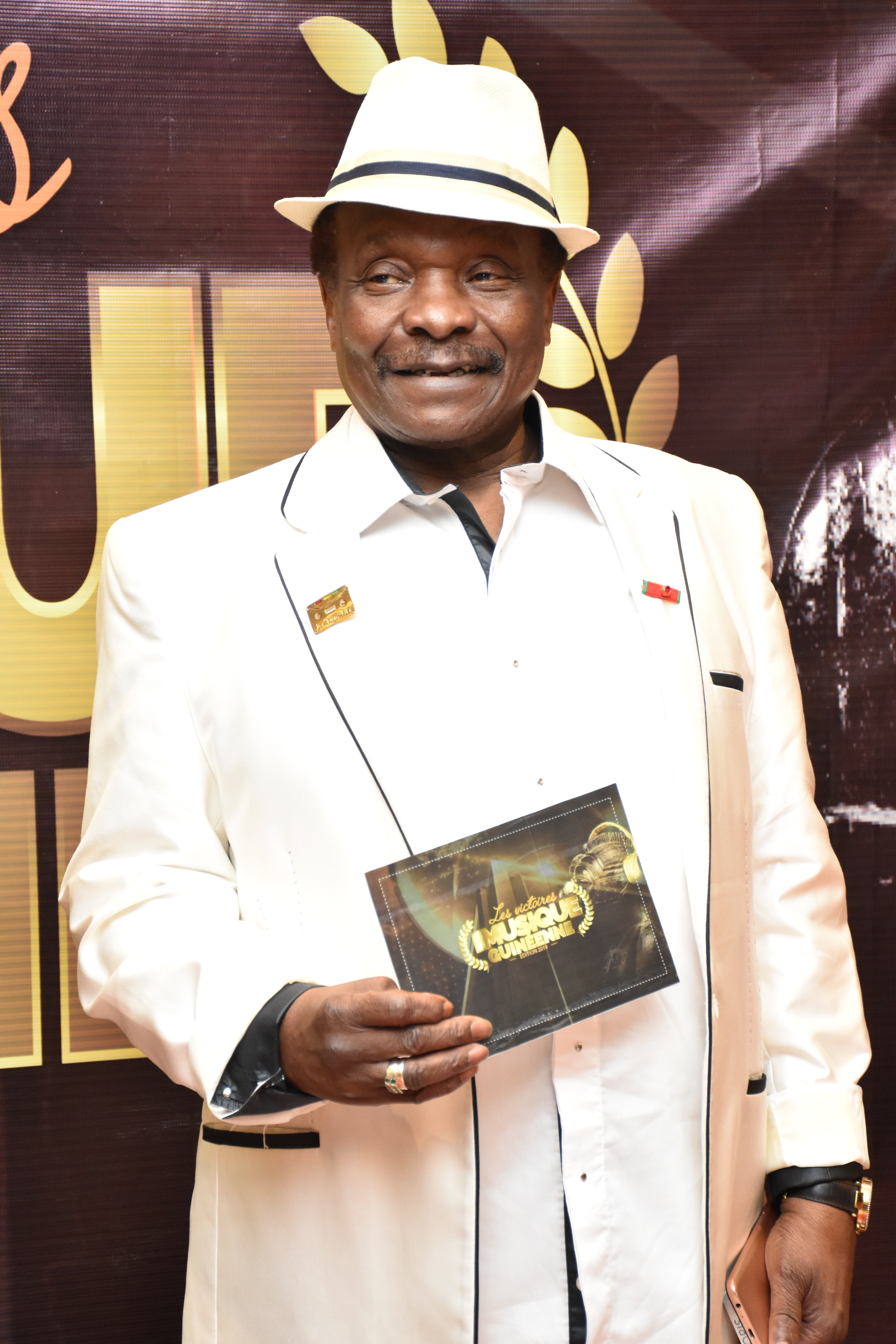
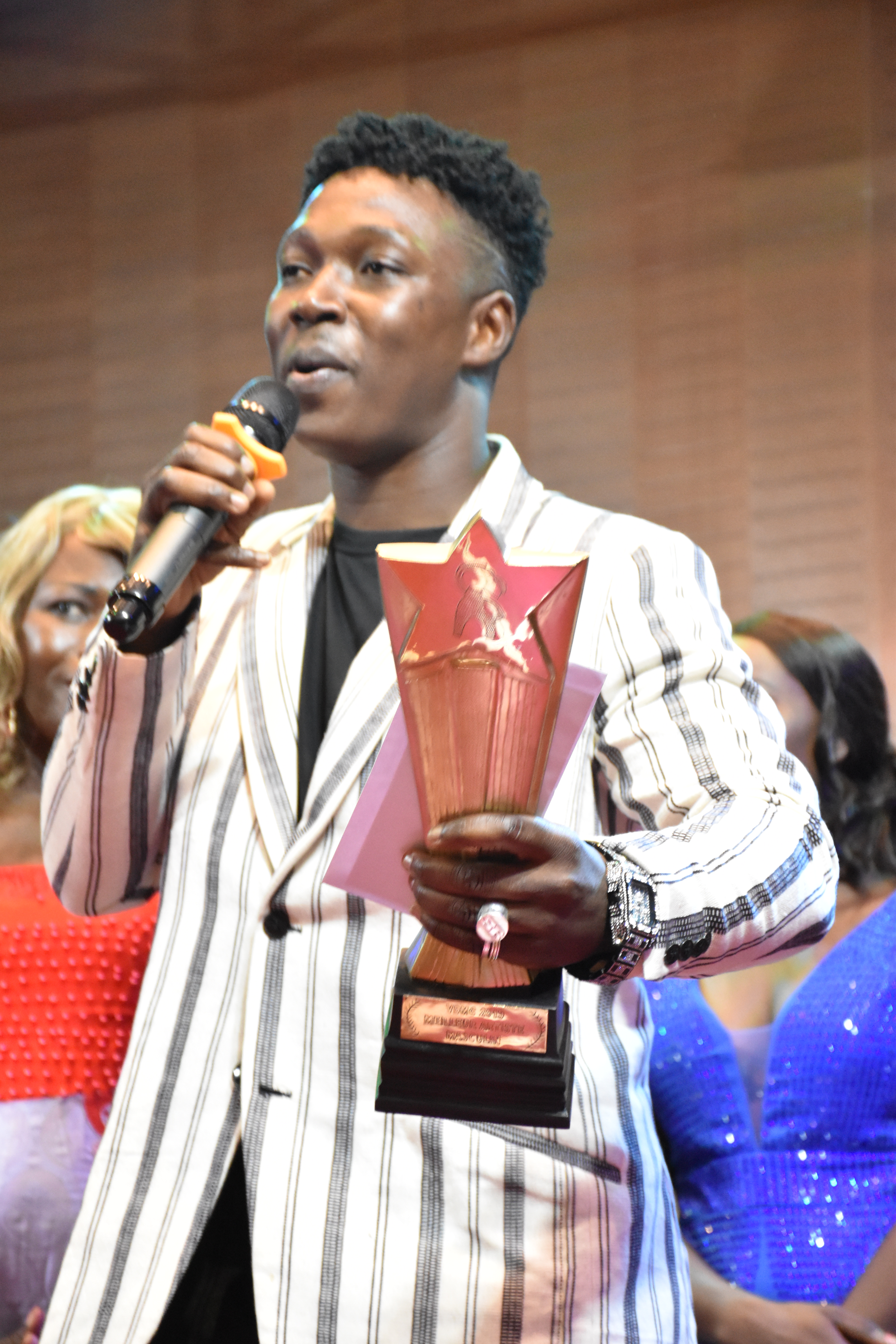
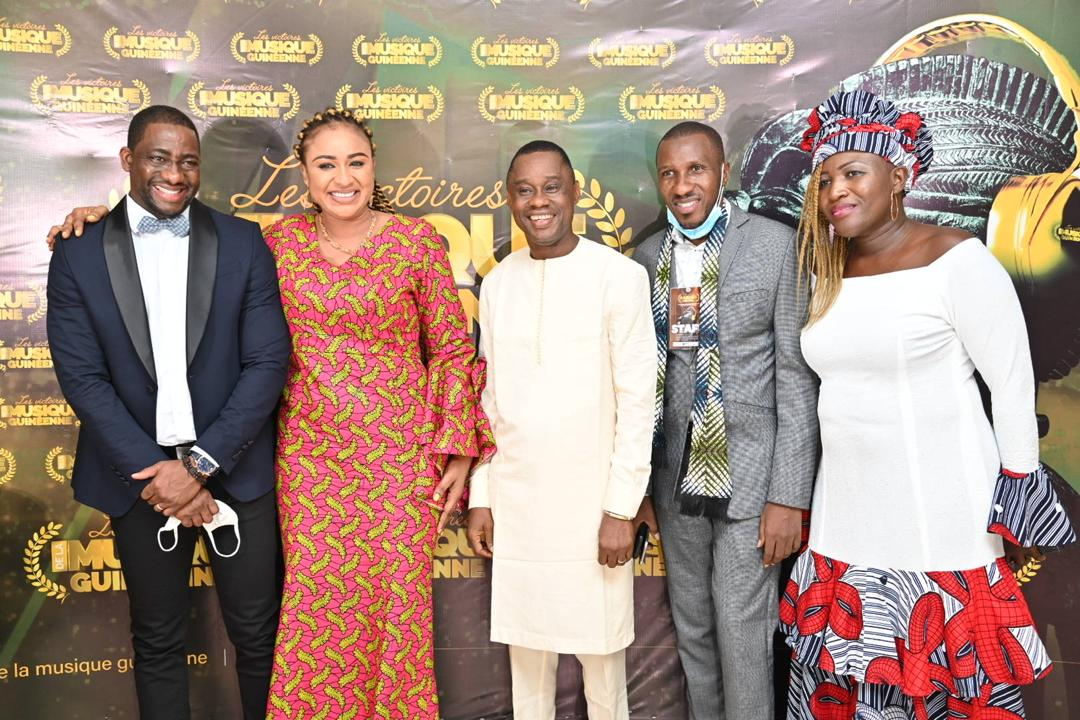
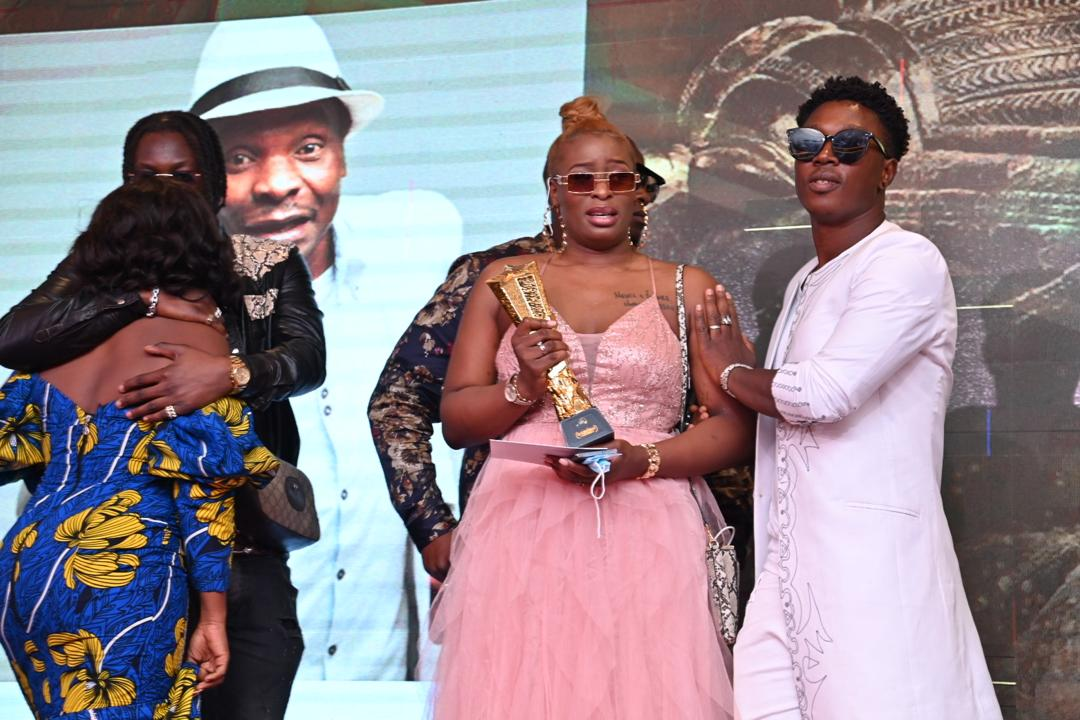
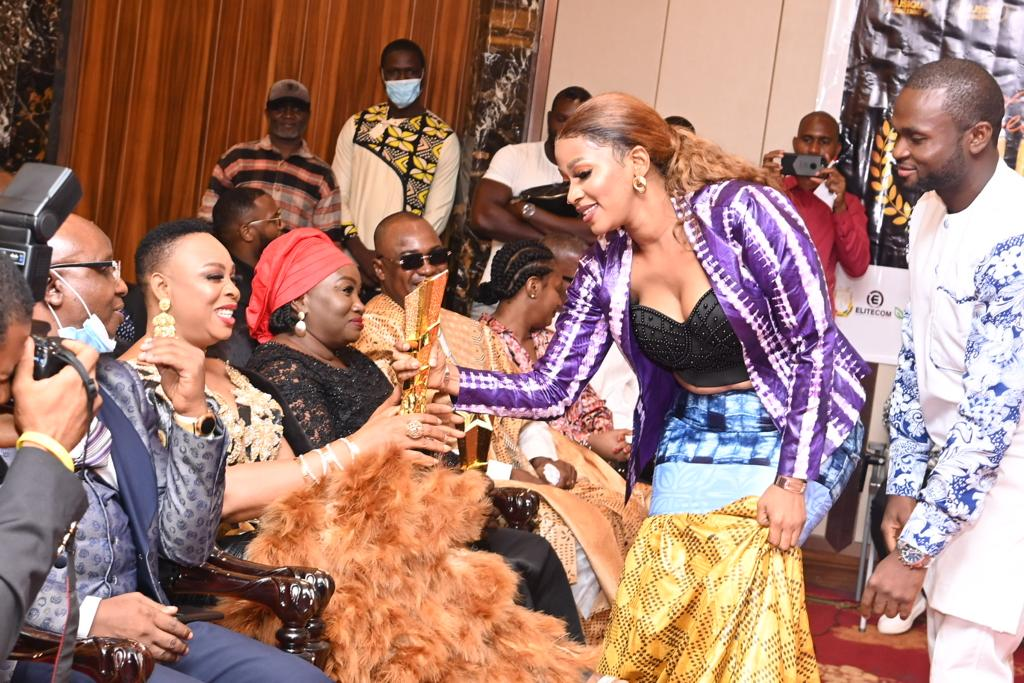
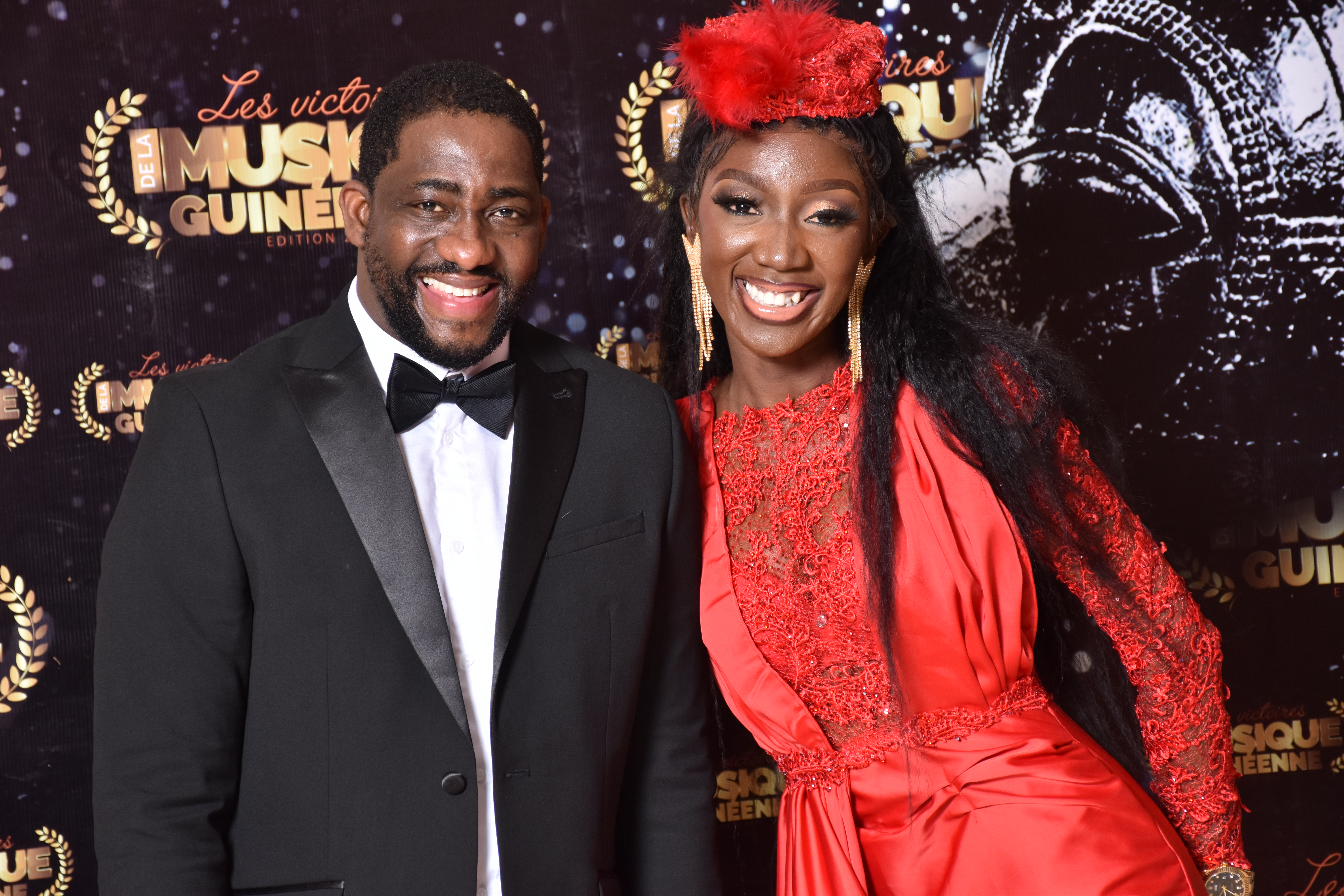
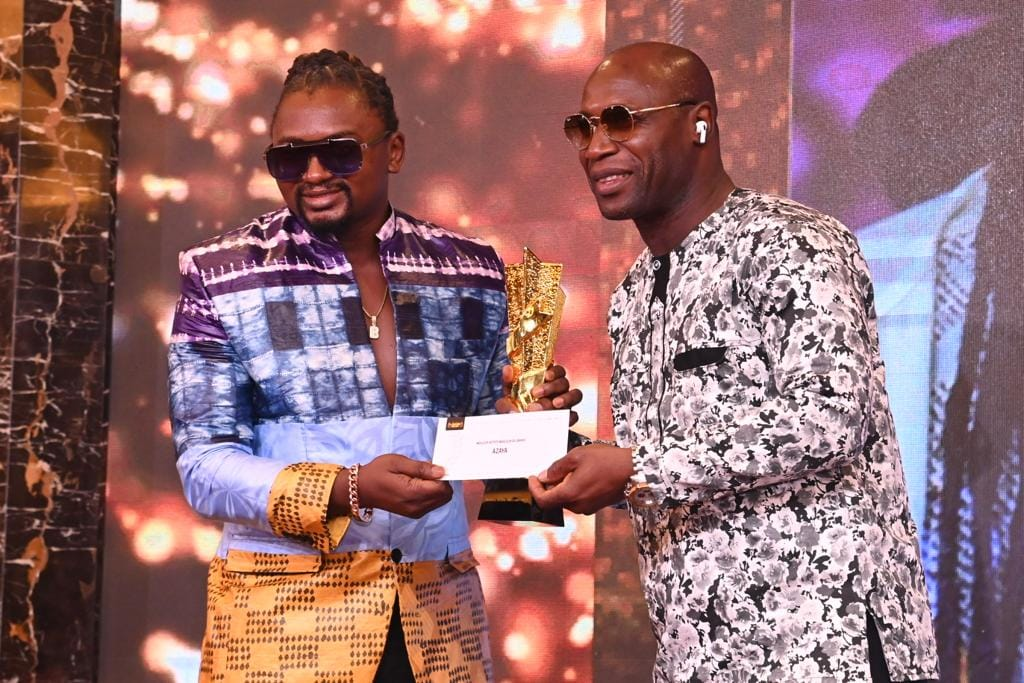
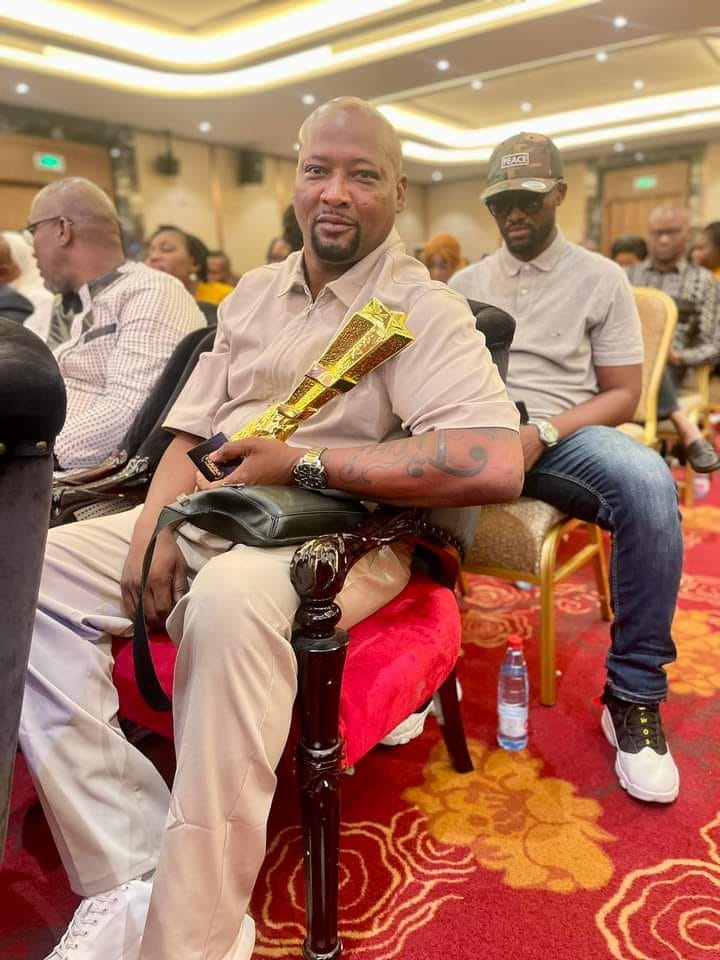
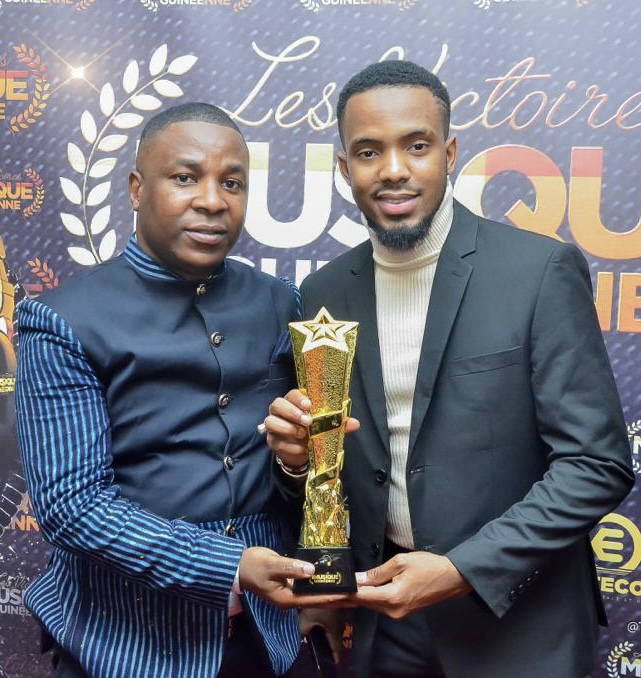
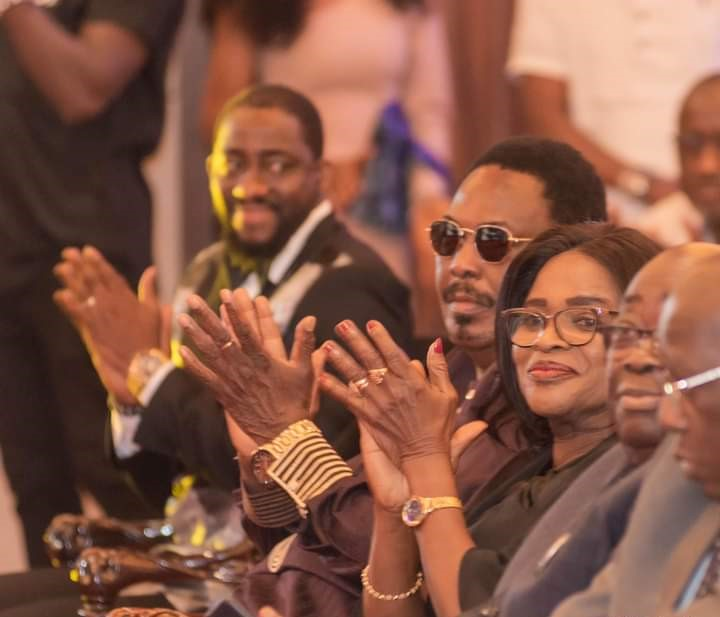
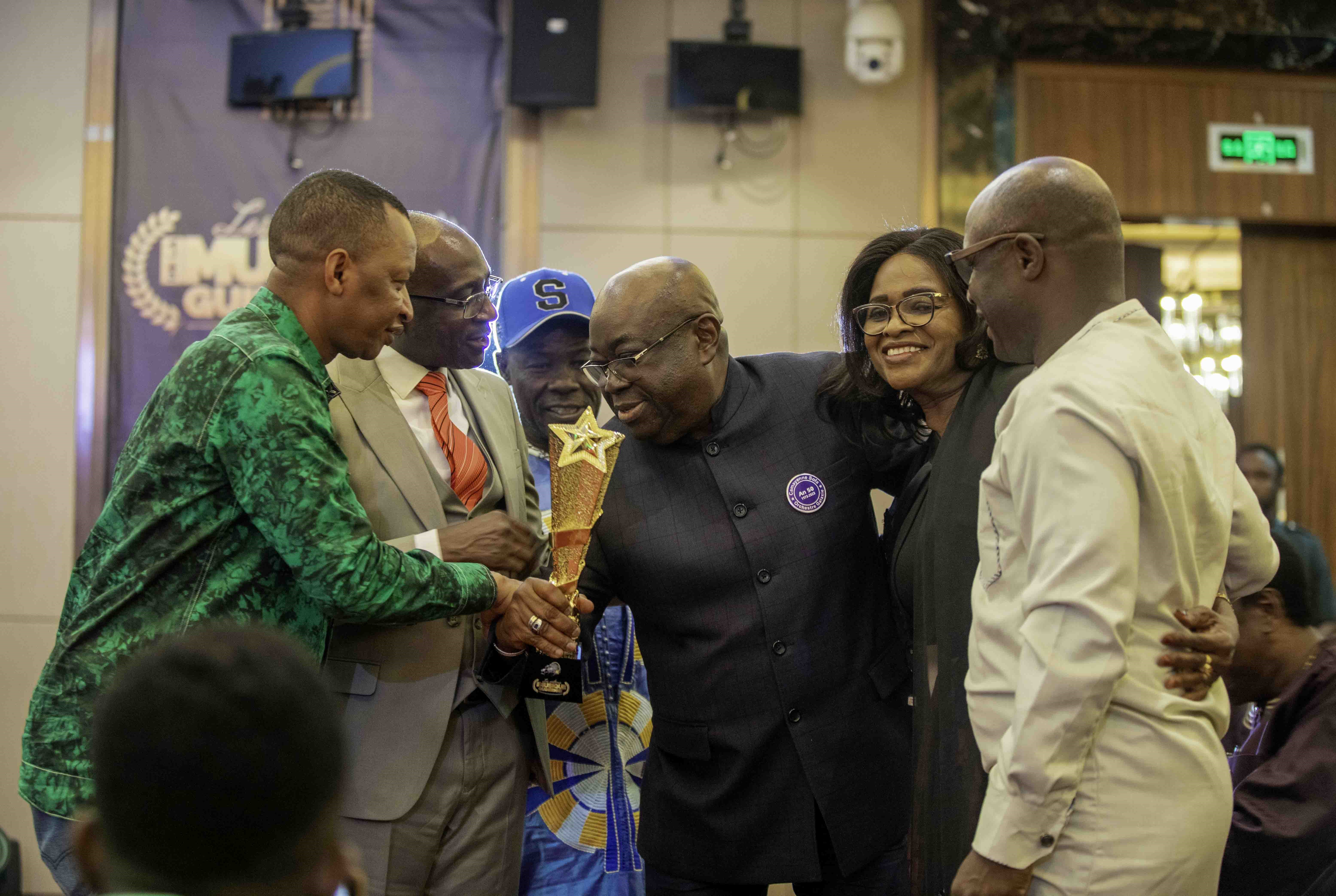
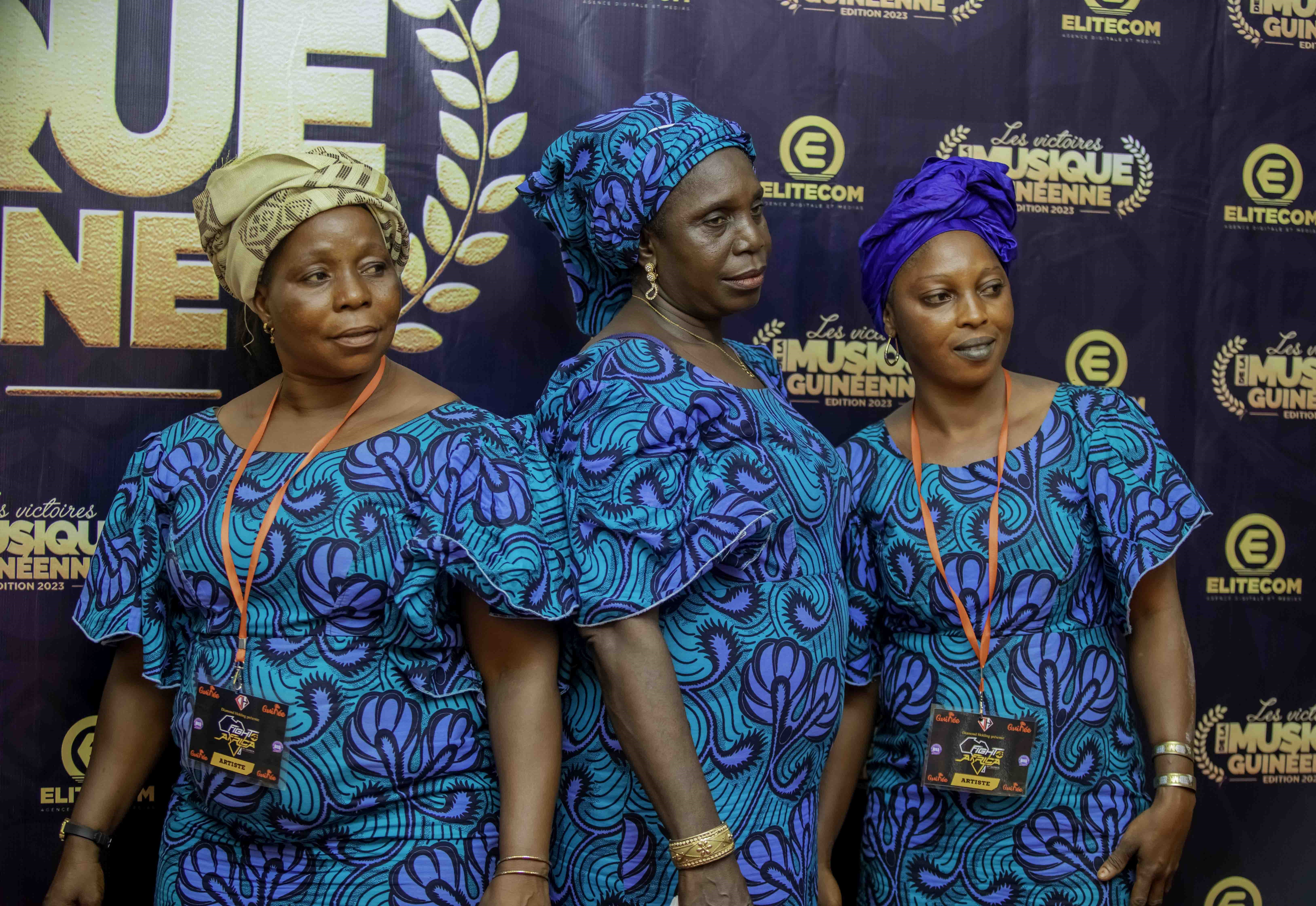
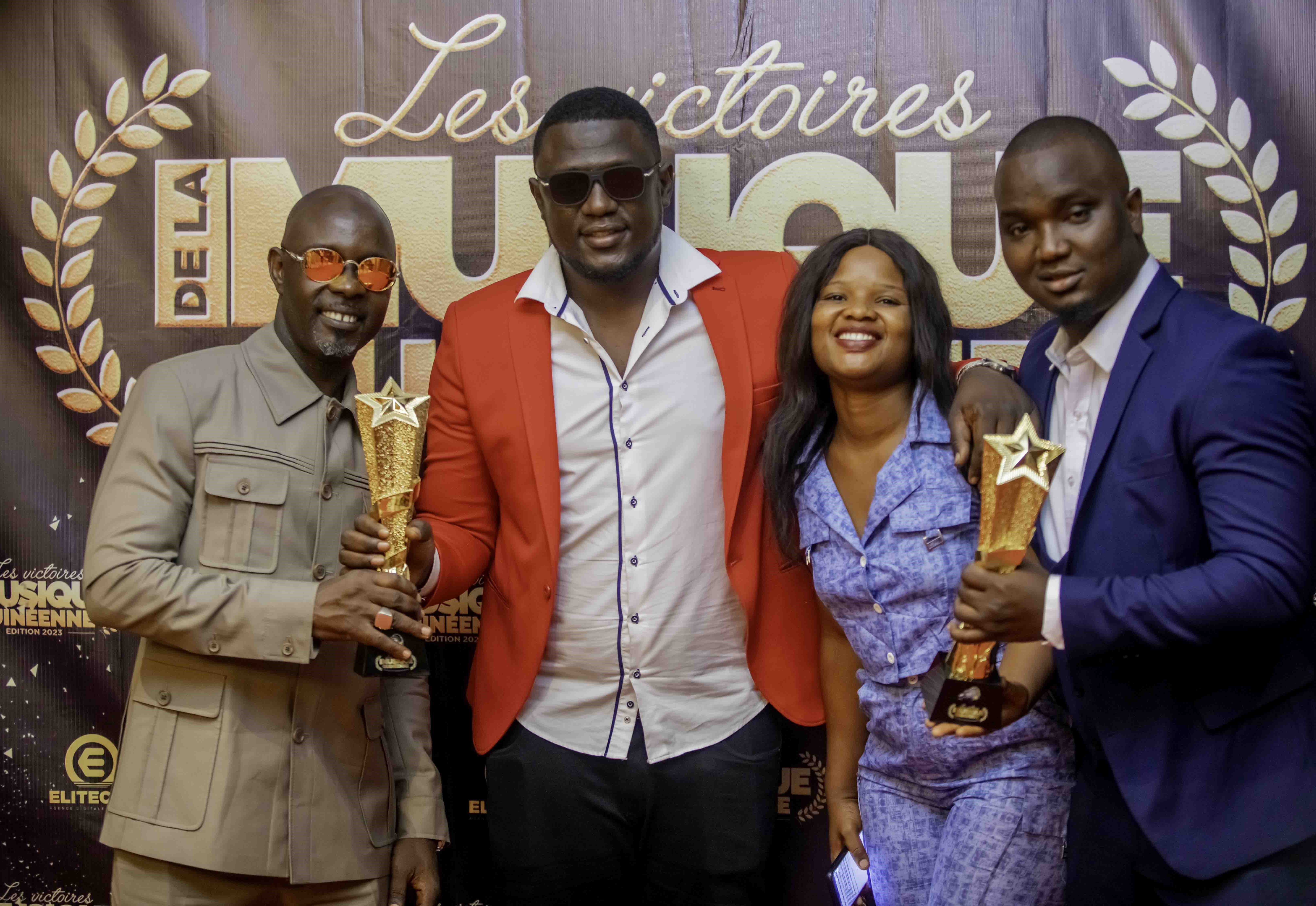

## Polémique et critique
- En 2019, le groupe urbain Instinct Killers demande le retrait de son nom sur la liste des nommés, devenu lauréat du Meilleur album urban music de l’année avec l'opus Genre Genre[38]. Par la suite, le groupe refuse leur prix[39],[40].
- En 2022, la chanteuse Mariam Ba Lagaré du Mali demande a ses fans de ne pas voter pour elle en rapport avec les VDMG dans la catégorie meilleur(e) artiste de l'Afrique de l'Ouest[41].